# Foranderlig skælhat
Foranderlig skælhat (Kuehneromyces mutabilis) er en svamp i bredblad-familien. Den er almindelig i Danmark, hvor dens frugtlegemer især findes i knipper på dødt løvtræ. Det er en god spisesvamp, der dog af uerfarne kan forveksles med den dødeligt giftige randbæltet hjelmhat (Galerina paludosa).

## Beskrivelse
Foranderlig skælhat vokser i knipper på stubbe af dødt løvtræ. Ofte er stubben helt dækket af svampens frugtlegemer, og en enkelt stub kan rumme flere kilo af den lille svamp.

### Hat
Den har som udvokset en relativt lille hat, 2-7 cm. Farven skifter meget med vejret. I tørt vjer er hatten gul eller gulligt brun, mens den i fugtigt vejr er mørkere brun. Hatten har næsten altid forskellige farver, og er lysest på midten.

### Stok
Stokken er spinkelt bygget og forsynet med en ring, der ofte blot ses som en aftegning på stokken. Over ringen er stokken lys, mens den under ringen er brun eller mørkebrun. Ved berøring afgiver stokken et tydeligt brunligt pudder på hænderne. Dette pudder er de fine skæl, som svampen er dækket af.

## Forvekslingsfare
Foranderlig skælhat kan forveksles med andre skælhatte og enkelte svovlhatte, hvoraf nogle smager ubehageligt, men ingen af disse er giftige. Den eneste farlige forveksling er randbæltet hjelmhat (Galerina paludosa), som dog ikke afsætter mørke skæl ved berøring. Randbæltet hjelmhat vokser normalt i mindre knipper og oftest på stubbe af nåletræ. Den kan give alvorlige forgiftninger og skal absolut undgås i svamperetter.

## Anvendelse
Foranderlig skælhat er en god spisesvamp, som især er fremragende i supper, men også kan ristes eller stuves. Kun hatten anvendes, da stokken er sej og trævlet.